# La Moraleja
La Moraleja és una urbanització residencial luxosa situada en el municipi d'Alcobendas, a la sortida 12 de l'A-1E-5 en sentit Burgos, molt a prop de Madrid, està ubicada a la zona nord de l'Àrea metropolitana de Madrid. Està situada a una altitud de 667 m.
En aquesta urbanització hi han viscut o hi viuen personatges espanyols, o d'altres països, molt famosos com per exemple, Rocío Jurado, Isabel Pantoja, Marcos Torroba Sanz, José Antonio Camacho, José María García, Lola Flores, Ana Obregón, David Beckham, Gonzalo Higuain, Marcos Pérez Jiménez i molts jugadors de futbol.
Altres urbanitzacions molt conegudes que limite amb la Moraleja són El Soto, i El Encinar de los Reyes

## Història
A principis del segle xviii formava part de les proximitats d'El Pardo, de patrimoni reial. El rei Carles III el va incloure entre els seus quarters i el va anomenar la «Dehesa de la Moraleja», situada en el terme municipal d'Hortaleza, actualment un districte de Madrid.
A mitjan segle XX La Moraleja era una finca privada propietat del Comte de los Gaitanes, i hi acostumava a anar a caçar el dictador Franco.
José Luis de Ussía y Cubas, Comte de los Gaitanes, era fill de Francisco de Ussía y Cubas, segon Marquès d'Aldama, va posar en marxa la reordenació parcel·lària de la Moraleja. Actualment, la Moraleja té dos passeigs un en memòria del fill (el Passeig Conde de los Gaitanes) i l'altre recorda la mare (Passeig de la Marquesa Viuda de Aldama).
L'any 1946 es va desenvolupar el pla d'ordenació de La Moraleja com conjunt residencial de ciutat jardí sobre 589,98 hectàrees del terme d'Alcobendas, 5,72 de Fuencarral i 9,33 a Hortaleza, actualment ciutat de Madrid.
La tipologia dels habitatges de la urbanització és la unifamiliar aïllada i 8 conjunts d'habitatges adossats o aparellats ubicats a la zona est.

### Centres educatius
La Moraleja és una de les zones amb més col·legis de tot Espanya, però cap d'ells és de caràcter públic. Els col·legis amb què compta són: Aldeafuente (Camino Ancho, 87), Aldovea (Pº De Alcobendas, 5), Base (Camino Ancho, 10), Ecole Saint Exupery (Camino Ancho, 85), Escandinavo (Camino Ancho, 14), Centro IBN Gabirol (Paseo de Alcobendas, 7), International College of Spain (Vereda Norte, 3), King's College School (Paseo de Alcobendas, 5), Liceo Europeo (Camino Sur 10-12), Los Sauces (Camino Ancho, 83), Runnymede College British International School (Calle Salvia 30), San Patricio (Jazmín 148 y Paseo de Alcobendas, 9), Santa Helena (Camino Ancho, 12), Highlands (Paseo de Alcobendas, 7) i un dels col·legis britànics de St George's School] (calle Salvia, 40).
A més acull un dels dos campus que la Universitat Europea de Madrid té a la Comunitat de Madrid.

### Clubs esportius
- El Club de Tenis La Moraleja està situat en el carrer Camino Nuevo, entre els nombres 80 i 92.
- El Club Golf La Moraleja, que compta amb tres centres: El Chalet Social a la Avda. Marquesa Viuda de Aldama 50, el Chalet Infantil, amb entrada pel Camino Viejo i el Chalet Nuevo amb l'accés pel Camino Ancho. El club disposa de 2 camps de golf de 18 forats i un de 9 curts.

- L'escola d'equitació Ponny Club La Moraleja situada al final del Camino Ancho.

- Club de Rugby La Moraleja/El Soto, amb equips Senior Masculí i Femení, equips Juvenil, Cadet, Infantil i Aleví. Els entrenaments es fan al Campo de Las Terrazas, al carrer Nardo.